# Предсједник Републике Хрватске
Предсједник Републике Хрватске је шеф државе у Хрватској.
Он представља и заступа Републику Хрватску у земљи и иностранству, брине се за редовно и усклађено дјеловање те за стабилност државне власти. Као врховни командант Оружаних снага Републике Хрватске одговара за одбрану независности и територијалне цјеловитости Републике Хрватске.
Предсједнички мандат траје пет година и може бити изабран највише два пута. Предсједничка дужност неспојива је с било којом јавном или професионалном дужношћу. Он не смије бити члан политичке партије (након избора за предсједника у странци подноси оставку и о томе обавјештава Хрватски сабор).

## Избор
Мандат предсједника траје пет година. Према Уставу Републике Хрватске нико не може бити биран више од два пута. Предсједника Републике бирају сви пунољетни грађани на основу општег и једнаког права гласа на непосредним изборима, тајним гласањем.
Бира се већином свих бирача који су гласали. Ако ниједан од кандидата не добије такву већину, избор се понавља након 14 дана (други круг). У други круг избора иду два кандидата који су у првом кругу добили највећи број гласова.
Пре преузимања дужности, предсједник Републике пред предсједником и судијама Уставног суда Републике Хрватске полаже свечану заклетву којом се обавезује на вјерност Уставу.

## Надлежности
Надлежности предсједника Републике Хрватске су:
- представља Републику Хрватску у земљи и иностранству;
- брине се за редовно усклађено дјеловање те за стабилност државне власти;
- одговара за одбрану независности и територијалне цјеловитости Републике Хрватске;
- расписује изборе за Хрватски сабор и сазива га на прво засједање;
- расписује референдум у складу са Уставом — може на предлог Владе и уз премапотпис предсједника Владе расписати референдум о предлогу промјене Устава или о другом питању за које држи да је важно за независност, јединственост и очување Републике Хрватске;
- повјерава мандат за састав Владе лицу које ужива повјерење већине свих посланика Хрватског сабора;
- даје помиловања;
- додјељује одликовања и признања одређена законом;
- обавља друге послове у складу са Уставом.

### Спољна политика
Предсједник Републике и Влада Републике Хрватске сарађују у утврђивању и спровођењу спољне политике. Предсједник Републике, на предлог Владе и уз премапотпис предсједника Владе, одлучује о оснивању дипломатских мисија и конзуларних канцеларија у иностранству. Такође, на предлог Владе и уз мишљење надлежног одбора Хрватског сабора, доноси одлуку о постављању и опозиву шефова дипломатских мисија у иностранству, уз претходни премапотпис предсједника Владе Републике Хрватске.

### Одбрана и национална безбједност
Предсједник Републике је врховни командант Оружаних снага Републике Хрватске. Он остварује командовање у миру преко министра одбране, који му одговара за спровођење војних наређења. У стању непосредне опасности и ратном стању врховни командант непосредно издаје заповијести начелнику Главног штаба те истовремено обавјештава министра одбране о томе. Начелник Главног штаба тада за спровођење заповијести одговара врховном команданту. Ако министар одбране не спроводи одлуке врховног команданта, врховни командант може остваривати командовање Оружаним снагама Републике Хрватске непосредно преко начелника Главног штаба.
Предсједник Републике именује и разрјешава начелника Главног штаба те остале војне команданте. На основу одлуке Хрватског сабора предсједник Републике објављује рат и закључује мир. У случају непосредне угрожености независности, јединствености о очувања државе предсједник Републике може, уз премапотпис предсједника Владе, наредити употребу оружаних снага иако није проглашено ратно стање.
За вријеме трајања ратног стања предсједник Републике може доносити уредбе са законском снагом на основу овлашћења које је добио од Хрватског сабора. Ако Хрватски сабор није у засједању, предсједник Републике има овлашћење да уредбама са законском снагом уређује сва питања која захтијева ратно стање. У случају непосредне угрожености независности, јединствености и очувања државе, или кад су органи државне власти онемогућени да редовно обављају своје уставне дужности, предсједник Републике може, на предлог предсједника Владе и уз његов премапотпис, доносити уредбе са законском снагом. Предсједник Републике је дужан поднијети уредбе са законском снагом на потврду Хрватском сабору чим се буде могао састати.
У сарадњи са Владом Републике Хрватске, предсједник Републике учествује у усмјеравању рада безбједносних служби. За послове остваривања те сарадње постоји Савјет за националну безбједност, којим предсједава предсједник Републике, а одлуке Савјета премапотписује заједно са предсједником Владе. Именовање шефова безбједносно-обавјештајних служби, уз претходно прибављено мишљење надлежног одбора Хрватског сабора, премапотписују предсједник Републике и предсједник Владе.

### Распуштање Хрватског сабора
Предсједник Републике, на предлог Владе и уз премапотпис предсједника Владе, а након савјетовања с представницима клубова посланика парламентарних странака, може распустити Хрватски сабор ако на захтјев Владе да се изгласа повјерење, Хрватски сабор Влади изгласа неповјерење или у року од 120 дана од дана предлагања не донесе државни буџет. Предсједник Републике не може на предлог Владе распустити Хрватски сабор док траје поступак утврђивања њене одговорности за повреду Устава.

### Одговорност
Предсједник Републике одговоран је за повреду Устава коју почини у обављању својих дужности.
Поступак за утврђивање посебне одговорности предсједника Републике може покренути Хрватски сабор двотрећинском већином свих посланика. О одговорности предсједника Републике одлучује Уставни суд Републике Хрватске двотрећинском већином свих судија.
Ако Уставни суд Републике Хрватски утврди његову одговорност, предсједнику Републике престаје дужност по сили Устава.

## Неповредивост
Предсједник Републике има имунитет неповредивости. Не може бити притворен нити се против њега може покренути кривични поступак без претходног одобрења Уставног суда, осим ако је затечен да чини кривично дјело за које је прописана затворска казна у трајању дужем од пет година. У таквом случају државни орган који је предсједника Републике притворио, дужан је да о томе одмах обавијести предсједника Уставног суда.

## Привремена спријеченост и ванредни престанак мандата
Предсједник Републике може повјерити предсједнику Хрватског сабора да га замјењује у случају краће спријечености усљед одсуства, болести или коришћења годишњег одмора. О повратку на дужност одлучује предсједник Републике.
У случају дуже спријечености усљед болести или неспособности, а посебно ако предсједник Републике није у стању одлучити о повјеравању дужности привременом замјенику, предсједник Хрватског сабора преузима дужност привременог предсједника Републике на основу одлуке Уставног суда. Уставни суд о томе одлучује на приједлог Владе.
Предсједник Републике подноси оставку предсједнику Уставног суда. О оставци предсједника Републике обавјештава се предсједник Сабора који по сили Устава преузима дужност привременог предсједника Републике. Предсједник Хрватског сабора преузима дужност предсједника Републике и у случају смрти предсједника Републике или када Уставни суд утврди разлоге за престанак мандата предсједника Републике.
Када предсједник Хрватског сабора као привремени предсједник Републике доноси акт о проглашењу закона, акт премапотписује предсједник Владе. Избори за новог предсједника Републике морају се одржати у року од 60 дана од дана преузимања дужности привременог предсједника Републике.

## Канцеларија
Канцеларија врши савјетодавне, административне, стручне и друге послове у припреми и старању око припрема и провођења одлука и акта које доноси предсједник Републике.
Предсједник Републике именује савјетнике предсједника Републике и помоћнике савјетника предсједника Републике. Савјетници и помоћници савјетника, у складу са одлуком о именовању, одговарају предсједнику Републике за праћење стања и израду приједлога дјеловања у одређеном им подручју.
Радом Канцеларије управља начелник кога именује и разрјешава дужности предсједник Републике. Начелник Канцеларије има положај високог државног службеника, а према запосленим у Канцеларији и овлашћења челника органа државне управе.
Нису допуштена именовања у Канцеларији предсједника Републике која су у супротности с начелом диобе власти.
Службена резиденција предсједника Републике - Предсједнички двори, односно Канцеларија предсједника Републике се налази у Загребу, на Пантовчаку.

## Списак предсједника
Република Хрватска је до сада имала пет предсједника. Вршиоци дужности након смрти Фрање Туђмана до избора Стјепана Месића били су Влатко Павлетић и Златко Томчић.
|             |                               |                    |                    |                    |                    |                          |                    |
| Предсједник | Фрањо Туђман                  | Влатко Павлетић    | Златко Томчић      | Стјепан Месић      | Иво Јосиповић      | Колинда Грабар Китаровић | Зоран Милановић    |
| од          | 30. маја 1990.                | 10. децембра 1999. | 18. јануара 2000.  | 18. фебруара 2000. | 19. фебруара 2010. | 19. фебруара 2015.       | 19. фебруара 2020. |
| до          | 10. децембра 1999.            | 18. јануара 2000.  | 18. фебруара 2000. | 18. фебруара 2010. | 18. фебруара 2015. | 18. фебруара 2020.       | на дужности        |
| напомена    | преминуо током другог мандата | вршилац дужности   | вршилац дужности   |                    |                    |                          | на дужности        |